# Arvorezinha
Arvorezinha är en kommun i Brasilien.   Den ligger i delstaten Rio Grande do Sul, i den södra delen av landet, 1 500 km söder om huvudstaden Brasília. Antalet invånare är 10 229.
I omgivningarna runt Arvorezinha växer i huvudsak städsegrön lövskog. Runt Arvorezinha är det ganska glesbefolkat, med 36 invånare per kvadratkilometer.